# 관톈구

관톈 구의 위치

관톈구(한국어: 관전구, 중국어: 官田區, 병음: Guāntián Qū)는 중화민국 타이난시에 있는 시할구이다. 예전에 중화민국의 총통을 맡았던 천수이볜의 고향이기도 하다. 넓이는 124.0340km2이고, 인구는 2015년 8월 기준으로 21,694명이다.

## 지리
관톈 구는 타이난시 중부에 위치하고 마더우 구, 류자 구, 샤잉 구, 다네이 구, 산화 구와 접하고 있다.

## 역사
관톈 구의 옛 이름은 관전(官佃)이었다. 네덜란드 통치 시대에 이곳은 왕전(王田)에 속해 정부의 논밭이 놓여져 있었다. 명나라 말의 정성공의 시대에 왕전은 관전(官田)으로 개칭되어 둔전이 모집되었고 진영화 일족을 중심으로 한족 취락이 형성되었다. 청대에는 이곳에 관전장(官佃庄)이 설치되었고 1920년의 타이완 지방제 개편과 함께, 간덴(官田)으로 개칭되어 다이난 주 소분 군의 관할이 되었다. 전후에는 타이난 현 관톈 향으로 고쳐졌고 1953년에 행정부가 관톈 촌에서 룽톈 촌으로 옮겨져 현재에 이르고 있다.

## 교육
- 국립 타이난 예술대학

## 교통
- 타이완 철로관리국 종관선
- 국도 3호선